# Reggio Emilia (stad)
Reggio Emilia (of Reggio nell'Emilia) is een stad in de Italiaanse regio Emilia-Romagna en hoofdstad van de provincie Reggio nell'Emilia. De stad telt 163.928 inwoners.

## Geschiedenis
De stad in de Povlakte is van Romeinse oorsprong. Ze werd in 175 voor Christus opgericht onder naam Regium Lepidi, vernoemd naar de consul Marcus Aemilius Lepidus. Het was een nieuwe nederzetting op de toen aangelegde Via Aemilia. 
Ten tijde van het Edict van Milaan in 313 was Reggio een bisschopszetel. Door de instorting van het West-Romeinse rijk in de vijfde eeuw werd de stad nagenoeg verlaten. Het territorium werd onder het gezag van Ravenna geplaatst.
Aan de heropleving van de Italiaanse steden had ook Reggio deel. De stad voegde zich in 1183 bij de Lombardische Liga tegen de keizer, maar ontsnapte niet aan een verscheurende factiestrijd tussen Welfen en Ghibellijnen. Ook de ligging op een snijpunt van invloedssferen droeg niet bij tot de stabiliteit. Na een periode van gildebestuur in 1306-1326 kwam Reggio in 1335 onder het gezag van het huis Gonzaga uit Mantua. In 1371 namen de Visconti uit Milaan de macht over en vanaf 1405 behoorde Reggio tot het gebied van de familie Este uit Ferrara. Borso d'Este werd in 1452 hertog van Modena en Reggio, een dubbelhertogdom dat tot het einde van het ancien régime bleef bestaan.
Tot de eenwording van Italië is eeuwenlang de naam Reggio gebruikt, zonder toevoeging van nell'Emilia. Om verwarring te voorkomen met het in Calabrië gelegen Reggio, werd de stad herdoopt in Reggio nell'Emilia.

## Beschrijving
De historische binnenstad is overwegend middeleeuws. Het Piazza Camillo Prampolini is het hart van de stad; hier staan de domkerk en het Palazzo Comunale. In dit gebouw werd in 1797 de Cispadaanse Republiek opgericht. Er werd ook een vlag gekozen: groen, wit en rood, de huidige nationale vlag van Italië. Een ander belangrijk monument is de basiliek San Prospero met zijn karakteristieke achthoekige toren. De belangrijkste weg is de historische Via Emilia die de stad van west naar oost doorsnijdt.
De in oorsprong romaanse kathedraal (13de eeuw) is pas in de 16de eeuw tot voltooiing gebracht.
De volgende frazioni maken deel uit van de gemeente: Sesso, Ville di Reggio Emilia.

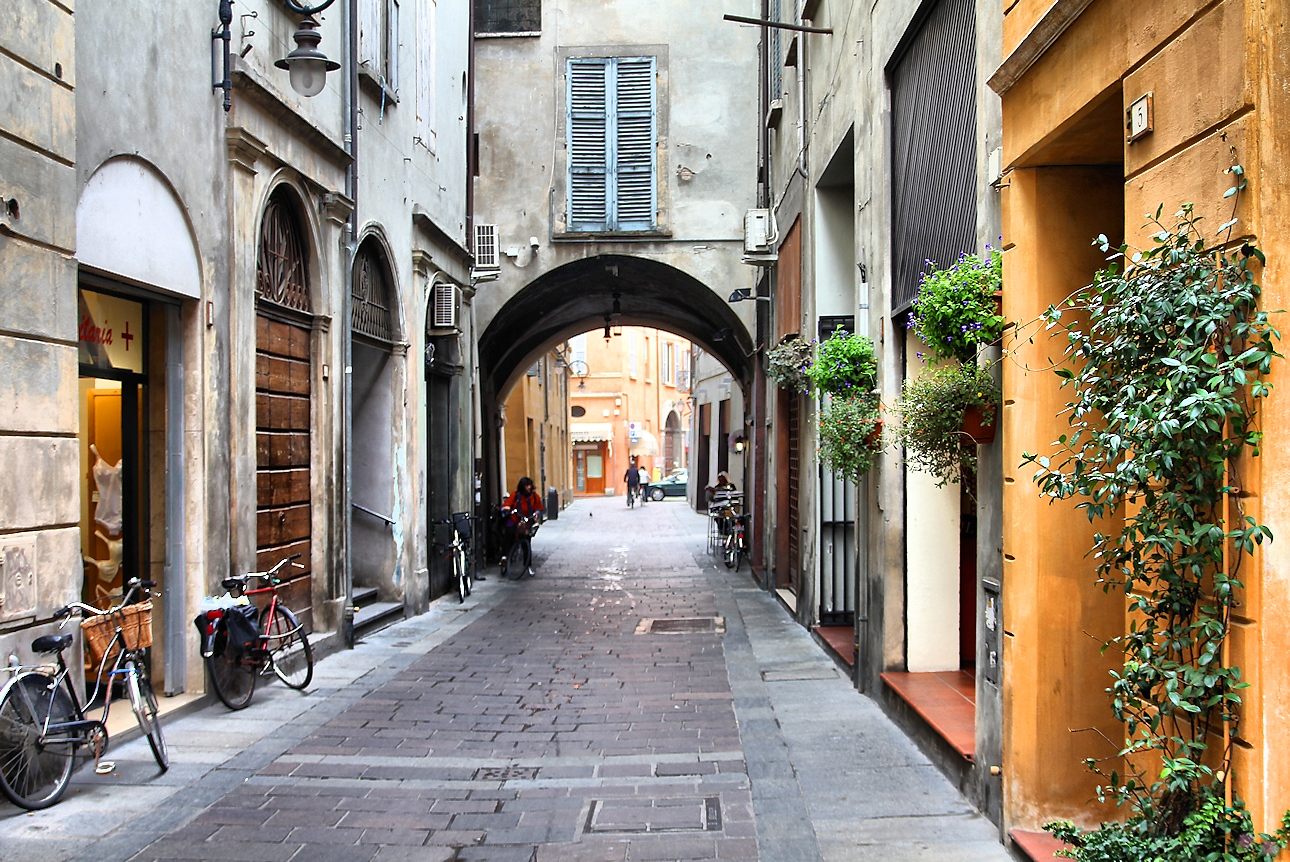
De straat via Toschi in de oude stad
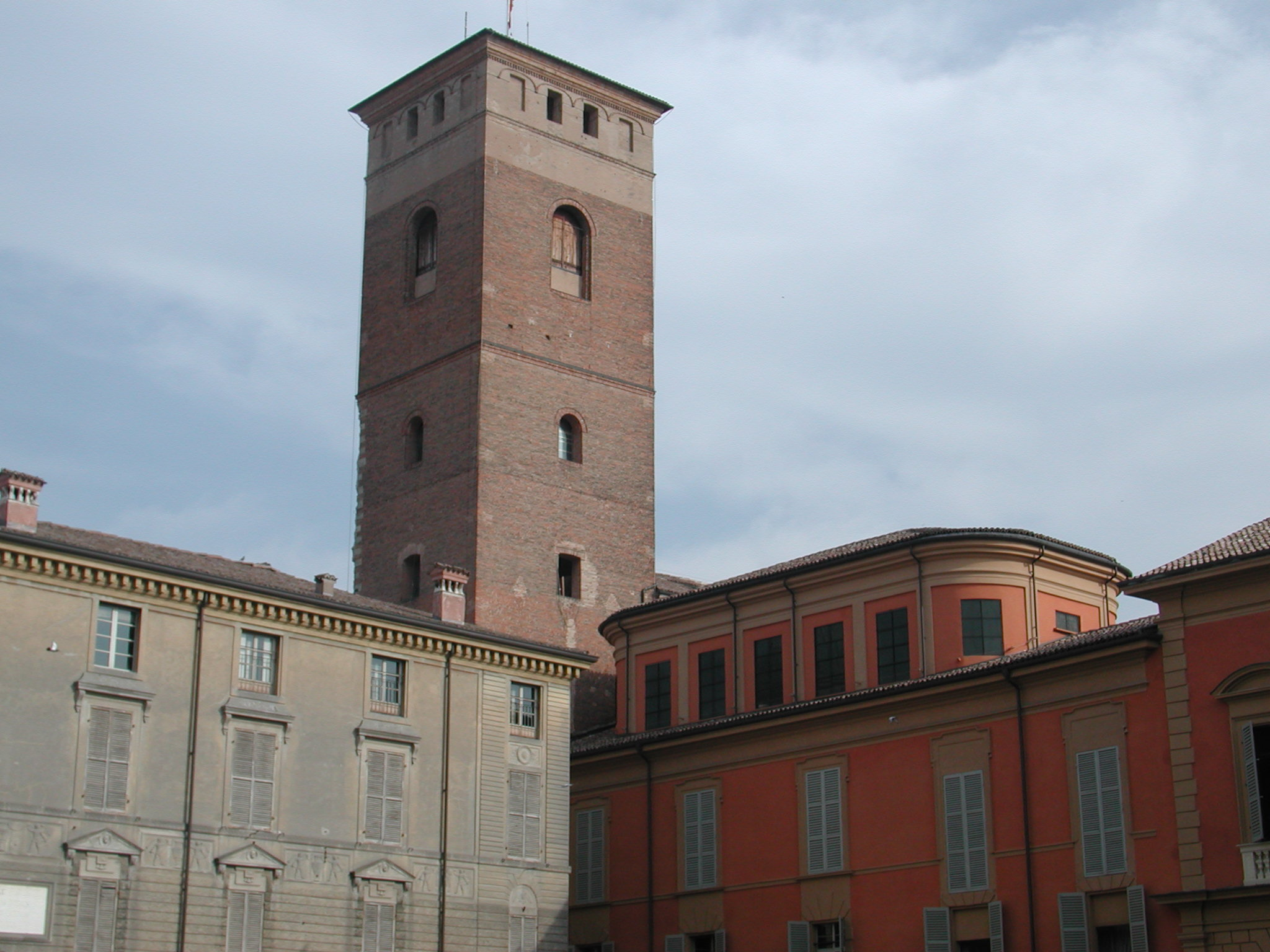
De toren van het Palazzo del Comune met de zaal van het museum Sala del Tricolore
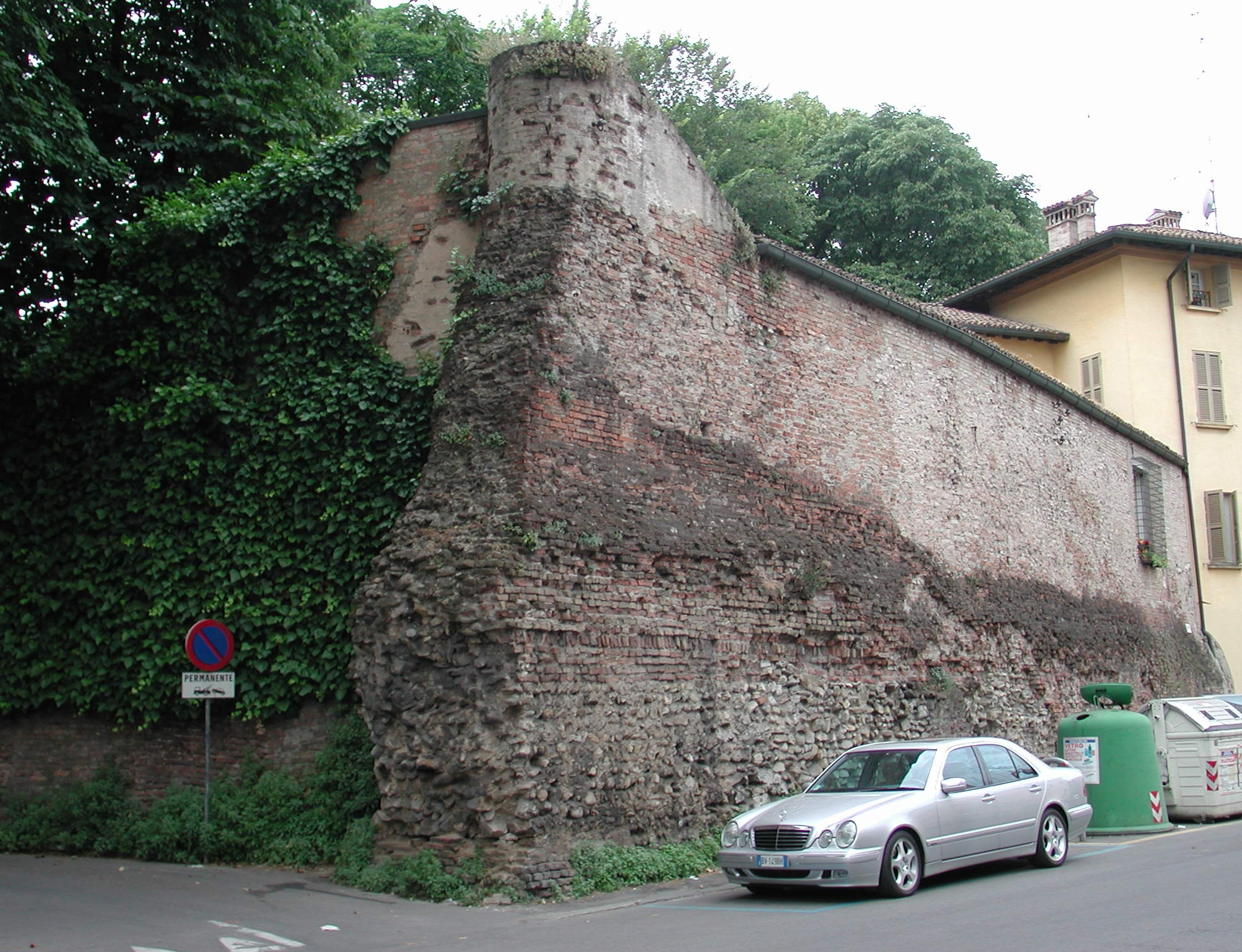
Stadsmuur van Reggio Emilia

## Sport
Aan het einde van het wielerseizoen vindt in en rondom de stad de eendagskoers Memorial Cimurri plaats.
AC Reggiana 1919 is de professionele voetbalploeg van Reggio Emilia en speelt in het MAPEI Stadium - Città del Tricolore. AC Reggiana 1919 was actief op het hoogste Italiaanse niveau de Serie A. In dit stadion speelt eveneens het uit het naburige Sassuolo afkomstige US Sassuolo.

## Stedenbanden
- Chisinau, Moldavië
- Rio Branco, Brazilië[2]

## Geboren in Reggio Emilia
- Ludovico Ariosto (1474-1533), dichter, toneelschrijver en hoveling aan het hertogelijk hof van Ferrara, schrijver van Orlando Furioso
- Angelo Secchi (1818-1878), astronoom en geestelijke
- Silvio d'Arzo (1920-1952), schrijver
- Serge Reggiani (1922-2004), Frans acteur en zanger
- Romolo Valli (1925-1980), acteur
- Mauro Baldi (1954), Formule 1-coureur
- Zucchero (1955), blueszanger
- Sergio Campana(1986), autocoureur
- Hachim Mastour (1998), Marokkaans voetballer
- Khéphren Thuram (2001), Frans voetballer
- Federico Biagini (2003), wielrenner
- Luca Paletti (2004), wielrenner